# Antonia Albert
Antonia Albert (nascuda el 1989/1990) és una economista empresarial a Àustria i empresari. El 2015, va cofundar la startup Careship a Berlín, Alemanya com a mercat en línia per a l'atenció a la gent gran a domicili. Albert va ajudar a recaptar 4 milions de dòlars en finançament d'inversors el 2017 i 6 milions de dòlars addicionals el 2018. Careship s'ha expandit a l'estat de Renània del Nord-Westfàlia així com a les ciutats de Hamburg, Düsseldorf i Frankfurt.

## Biografia
L'Albert és de Viena, Àustria. Va estudiar administració d'empreses als Països Baixos i Suïssa, rebent un BSc en International Business Administration el 2012 i un MSc en Gestió Estratègica el 2013. Abans de cofundar Careship amb el seu germà, va treballar com a economista per al holding d'Internet Rocket Internet. Antònia va ser votada com una de les 100 dones més inspiradores del 2015 per la BBC i va ser inclosa a la llista "30 Under 30" de Forbes del 2018.

## Careship
Quan l'àvia d'Albert a emmalaltir el 2014, la seva família va tenir moltes dificultats per trobar un cuidador. En resposta, va cofundar la startup Careship amb el seu germà Nikolaus Albert per crear un supermercat virtual d'atenció a la gent gran a domicili. Careship utilitza un "algorisme de casament" en línia per connectar famílies que necessiten atenció a persones grans amb cuidadors autònoms qualificats. Els cuidadors poden ajudar amb tasques habituals com cuinar, comprar i netejar. A la plataforma, els cuidadors estableixen el seu propi preu i Careship s'encarrega de la facturació i la coordinació dels pagaments de l'assegurança.
L'Albert i el seu germà van recaptar 4 milions de dòlars en finançament d'inversors per a Careship el 2017 i 6 milions de dòlars addicionals el 2018. Inicialment, el mercat només s'oferia a Berlín, però s'ha estès a l'estat de Renània del Nord-Westfàlia així com les ciutats de Hamburg, Düsseldorf i Frankfurt. Els agradaria expandir-se a Àustria el 2018.
El model de negoci utilitzat per Careship i serveis similars és controvertit. L'organització de proves de productes Stiftung Warentest va examinar els serveis de neteja l'octubre de 2014 i va arribar a la conclusió que el servei només complia la promesa en línia en quatre de cada deu casos.